# Philesturnus carunculatus
Philesturnus carunculatus là một loài chim trong họ Callaeidae.
Đây là loài chim bản địa New Zealand trước đây hiếm và có nguy cơ tuyệt chủng. Nó có màu đen bóng với lưng giống "yên ngựa" màu hạt dẻ. Loài này có hai phân loài.
Loài chim này đã được mô tả lần đầu tiên bởi nhà tự nhiên học người Đức Johann Friedrich Gmelin vào năm 1789. Tên thông thường trong tiếng Anh của loài này là "yên ngựa" bắt nguồn từ bộ lông giống như yên ngựa trên lưng của nó.